# Aeroporto di Lone Pine
L'aeroporto di Lone Pine (in inglese Lone Pine Airport) è un aeroporto pubblico posto a 1,5 chilometri a sud-est di Lone Pine e che serve la Contea di Inyo in California.
L'aeroporto è dotato di due piste ed è usato principalmente per l'Aviazione generale.

## Storia
Durante la seconda guerra mondiale, nel periodo tra il 1942 ed il 1944, l'aeroporto fu utilizzato come scuola d'addestramento della United States Army Air Force.